# Programul de televiziune al rețelelor din Statele Unite ale Americii din 1966–1967
Acesta este programul de televiziune din 1966–1967 al celor trei rețele TV comerciale în limba engleză din Statele Unite ale Americii. Programul acoperă orele de prime-time (19:00 - 22:30) din septembrie 1966 până în august 1967. Programul este urmat de o listă de seriale care revin, seriale noi și seriale anulate după sezonul 1965–1966, toate în funcție de rețea.
Serialele noi sunt evidențiate cu caractere aldine.
Fiecare dintre cele mai bine cotate 30 de emisiuni este listată cu rangul și ratingul, așa cum este determinat de Nielsen Media Research.
     Galbenul indică programele sezonului din top 10 .
     Cyan indică programele sezonului din top 20.
     Purpuriu indică programele sezonului din top 30.
Notă: Acesta este primul sezon complet în care practic toate programele de prime-time (19:00 - 22:30) au fost difuzate în color.
NET sau National Educational Television, era în funcțiune, dar programul era stabilit de fiecare post afiliat.

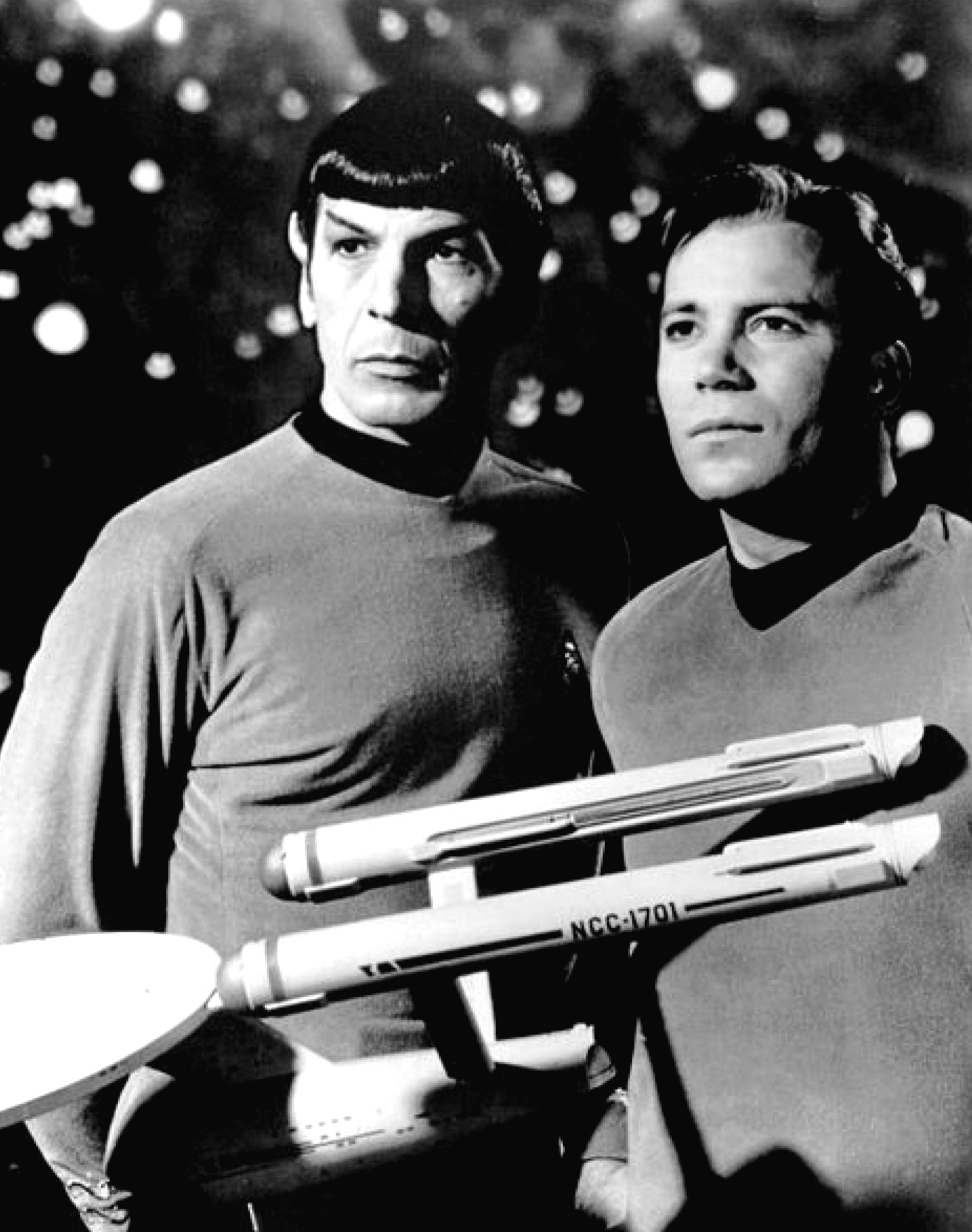
Pe NBC debutează serialul Star Trek

## Program

### Duminică
| Rețea | 7:00 PM                                     | 7:30 PM                                           | 8:00 PM | 8:30 PM | 9:00 PM                              | 9:30 PM                              | 10:00 PM                             | 10:30 PM                             |                        |
| ----- | ------------------------------------------- | ------------------------------------------------- | --- | --- | ------------------------------------ | ------------------------------------ | ------------------------------------ | ------------------------------------ | ---------------------- |
| ABC   | Călătorie spre fundul oceanului             | Călătorie spre fundul oceanului                   | The F.B.I. (29/20.2) (Împărțit cu I Spy, The CBS Thursday Night Movie și My Three Sons)                    | The F.B.I. (29/20.2) (Împărțit cu I Spy, The CBS Thursday Night Movie și My Three Sons)                    | The ABC Sunday Night Movie (28/20.4) | The ABC Sunday Night Movie (28/20.4) | The ABC Sunday Night Movie (28/20.4) | The ABC Sunday Night Movie (28/20.4) |                        |
| CBS   | Lassie                                      | It's About Time                                   | The Ed Sullivan Show (10/22.8) (Împărțit cu Gomer Pyle, U.S.M.C., The Virginian și The Lawrence Welk Show) | The Ed Sullivan Show (10/22.8) (Împărțit cu Gomer Pyle, U.S.M.C., The Virginian și The Lawrence Welk Show) | The Garry Moore Show                 | The Garry Moore Show                 | Candid Camera                        | What's My Line?                      |                        |
| Iarna | The Smothers Brothers Comedy Hour (16/22.2) | The Smothers Brothers Comedy Hour (16/22.2)       | The Ed Sullivan Show (10/22.8) (Împărțit cu Gomer Pyle, U.S.M.C., The Virginian și The Lawrence Welk Show) | The Ed Sullivan Show (10/22.8) (Împărțit cu Gomer Pyle, U.S.M.C., The Virginian și The Lawrence Welk Show) |                                      |                                      | Candid Camera                        | What's My Line?                      |                        |
| Vara  | Our Place                                   | Our Place                                         | The Ed Sullivan Show (10/22.8) (Împărțit cu Gomer Pyle, U.S.M.C., The Virginian și The Lawrence Welk Show) | The Ed Sullivan Show (10/22.8) (Împărțit cu Gomer Pyle, U.S.M.C., The Virginian și The Lawrence Welk Show) |                                      |                                      | Candid Camera                        | What's My Line?                      |                        |
| NBC   | Toamna                                      | 6:30 The Bell Telephone Hour / Actuality Specials | Walt Disney's Wonderful World of Color (19/21.5)                                                           | Walt Disney's Wonderful World of Color (19/21.5)                                                           | Hey, Landlord                        | Bonanza (1/29.1)                     | Bonanza (1/29.1)                     | The Andy Williams Show               | The Andy Williams Show |
| Vara  | Animal Secrets                              | Let's Make A Deal                                 | Walt Disney's Wonderful World of Color (19/21.5)                                                           | Walt Disney's Wonderful World of Color (19/21.5)                                                           | The Saint                            | The Saint                            | Bonanza (1/29.1)                     |                                      |                        |

Notă: Pe NBC, Animal Secrets a constat în reluări ale serialului, care a fost difuzat inițial în după-amiezile de sâmbătă din octombrie 1966 până în aprilie 1967.

### Luni
| Rețea | Rețea     | 7:30 PM           | 8:00 PM            | 8:30 PM                                                   | 9:00 PM                                          | 9:30 PM                                                    | 10:00 PM             | 10:30 PM          |
| ----- | --------- | ----------------- | ------------------ | --------------------------------------------------------- | ------------------------------------------------ | ---------------------------------------------------------- | -------------------- | ----------------- |
| ABC   | ABC       | Iron Horse        | Iron Horse         | The Rat Patrol (23/20.9) (Împărțit cu Petticoat Junction) | Felony Squad                                     | Peyton Place                                               | The Big Valley       | The Big Valley    |
| CBS   | Toamna    | Gilligan's Island | Run, Buddy, Run    | The Lucy Show (4/26.2)                                    | The Andy Griffith Show (3/27.4)                  | Family Affair (14/22.6) (Împărțit cu The Dean Martin Show) | The Jean Arthur Show | I've Got a Secret |
| CBS   | Decembrie | Gilligan's Island | Run, Buddy, Run    | The Lucy Show (4/26.2)                                    | The Andy Griffith Show (3/27.4)                  | Family Affair (14/22.6) (Împărțit cu The Dean Martin Show) | To Tell the Truth    | I've Got a Secret |
| CBS   | Iarna     | Gilligan's Island | Mr. Terrific       | The Lucy Show (4/26.2)                                    | The Andy Griffith Show (3/27.4)                  | Family Affair (14/22.6) (Împărțit cu The Dean Martin Show) | To Tell the Truth    | I've Got a Secret |
| CBS   | Vara      | Gilligan's Island | Mr. Terrific       | Vacation Playhouse                                        | The Andy Griffith Show (3/27.4)                  | Family Affair (14/22.6) (Împărțit cu The Dean Martin Show) | Coronet Blue         | Coronet Blue      |
| NBC   | Toamna    | The Monkees       | I Dream of Jeannie | The Roger Miller Show                                     | The Road West / Kraft Music Hall (odată pe lună) | The Road West / Kraft Music Hall (odată pe lună)           | Run for Your Life    | Run for Your Life |
| NBC   | Iarna     | The Monkees       | I Dream of Jeannie | Captain Nice                                              | The Road West / Kraft Music Hall (odată pe lună) | The Road West / Kraft Music Hall (odată pe lună)           | Run for Your Life    | Run for Your Life |

Note: To Tell the Truth a înlocuit The Jean Arthur Show la 12 decembrie. Captain Nice a înlocuit The Roger Miller Show pe NBC la 9 ianaurie, în aceeași seară Mister Terrific a înlocuit Run, Buddy, Run la CBS. Ambele seriale au fost anulate de rețelele lor respective la sfârșitul sezonului. 

### Marți
| Rețea | Rețea  | 7:30 PM                                                             | 8:00 PM                                                             | 8:30 PM                       | 9:00 PM                         | 9:30 PM                                                   | 10:00 PM                        | 10:30 PM                        |
| ----- | ------ | ------------------------------------------------------------------- | ------------------------------------------------------------------- | ----------------------------- | ------------------------------- | --------------------------------------------------------- | ------------------------------- | ------------------------------- |
| ABC   | Toamna | Combat!                                                             | Combat!                                                             | The Rounders                  | The Pruitts of Southampton      | Love on a Rooftop                                         | The Fugitive                    | The Fugitive                    |
| ABC   | Iarna  | Combat!                                                             | Combat!                                                             | The Invaders                  | The Invaders                    | Peyton Place                                              | The Fugitive                    | The Fugitive                    |
| CBS   | CBS    | Daktari (7/23.4) (Împărțit cu Bewitched și The Beverly Hillbillies) | Daktari (7/23.4) (Împărțit cu Bewitched și The Beverly Hillbillies) | The Red Skelton Hour (2/28.2) | The Red Skelton Hour (2/28.2)   | Petticoat Junction (23/20.9) (Împărțit cu The Rat Patrol) | CBS News Hour/CBS Reports       | CBS News Hour/CBS Reports       |
| NBC   | NBC    | The Girl from U.N.C.L.E.                                            | The Girl from U.N.C.L.E.                                            | Occasional Wife               | NBC Tuesday Night at the Movies | NBC Tuesday Night at the Movies                           | NBC Tuesday Night at the Movies | NBC Tuesday Night at the Movies |

Notă: The Pruitts of Southampton a fost redenumit ca The Phyllis Diller Show din 13 ianuarie 1967.

### Miercuri
| Rețea | Rețea  | 7:30 PM | 8:00 PM | 8:30 PM | 9:00 PM                                          | 9:30 PM | 10:00 PM                                                                                | 10:30 PM                                                                                |
| ----- | ------ | --- | --- | --- | ------------------------------------------------ | --- | --------------------------------------------------------------------------------------- | --------------------------------------------------------------------------------------- |
| ABC   | Toamna | Batman | The Monroes                                                                                                | The Monroes                                                                                                | The Man Who Never Was                            | Peyton Place                                                                                               | ABC Stage 67                                                                            | ABC Stage 67                                                                            |
| ABC   | Iarna  | Batman | The Monroes                                                                                                | The Monroes                                                                                                | The ABC Wednesday Night Movie                    | The ABC Wednesday Night Movie                                                                              | The ABC Wednesday Night Movie                                                           | The ABC Wednesday Night Movie                                                           |
| CBS   | Toamna | Lost in Space                                                                                              | Lost in Space                                                                                              | The Beverly Hillbillies (7/23.4) (Împărțit cu Daktari și Bewitched)                                        | Green Acres (6/24.6)                             | Gomer Pyle, U.S.M.C. (10/22.8) (Împărțit cu The Virginian, The Lawrence Welk Show și The Ed Sullivan Show) | The Danny Kaye Show                                                                     | The Danny Kaye Show                                                                     |
| CBS   | Vara   | Lost in Space                                                                                              | Lost in Space                                                                                              | The Beverly Hillbillies (7/23.4) (Împărțit cu Daktari și Bewitched)                                        | Green Acres (6/24.6)                             | Gomer Pyle, U.S.M.C. (10/22.8) (Împărțit cu The Virginian, The Lawrence Welk Show și The Ed Sullivan Show) | The Steve Allen Comedy Hour                                                             | The Steve Allen Comedy Hour                                                             |
| NBC   | NBC    | The Virginian (10/22.8) (Împărțit cu Gomer Pyle, U.S.M.C., The Lawrence Welk Show și The Ed Sullivan Show) | The Virginian (10/22.8) (Împărțit cu Gomer Pyle, U.S.M.C., The Lawrence Welk Show și The Ed Sullivan Show) | The Virginian (10/22.8) (Împărțit cu Gomer Pyle, U.S.M.C., The Lawrence Welk Show și The Ed Sullivan Show) | Bob Hope Presents the Chrysler Theatre (26/20.7) | Bob Hope Presents the Chrysler Theatre (26/20.7)                                                           | I Spy (29/20.2) (Împărțit cu The CBS Thursday Night Movie, My Three Sons și The F.B.I.) | I Spy (29/20.2) (Împărțit cu The CBS Thursday Night Movie, My Three Sons și The F.B.I.) |

### Joi
| Rețea | Rețea     | 7:30 PM                                 | 8:00 PM                                 | 8:30 PM                                                                                  | 9:00 PM                                                                             | 9:30 PM                                                                             | 10:00 PM                                                                            | 10:30 PM                                                                            |
| ----- | --------- | --------------------------------------- | --------------------------------------- | ---------------------------------------------------------------------------------------- | ----------------------------------------------------------------------------------- | ----------------------------------------------------------------------------------- | ----------------------------------------------------------------------------------- | ----------------------------------------------------------------------------------- |
| ABC   | Fall      | Batman                                  | F Troop                                 | The Tammy Grimes Show                                                                    | Bewitched (7/23.4) (Împărțit cu Daktari și The Beverly Hillbillies)                 | That Girl                                                                           | Hawk                                                                                | Hawk                                                                                |
| ABC   | October   | Batman                                  | F Troop                                 | The Dating Game                                                                          | Bewitched (7/23.4) (Împărțit cu Daktari și The Beverly Hillbillies)                 | That Girl                                                                           | Hawk                                                                                | Hawk                                                                                |
| ABC   | Winter    | Batman                                  | F Troop                                 | Bewitched (7/23.4) (Împărțit cu Daktari și The Beverly Hillbillies)                      | Love on a Rooftop                                                                   | That Girl                                                                           | ABC Stage 67                                                                        | ABC Stage 67                                                                        |
| ABC   | Primăvara | Batman                                  | F Troop                                 | Bewitched (7/23.4) (Împărțit cu Daktari și The Beverly Hillbillies)                      | That Girl                                                                           | Love on a Rooftop                                                                   | ABC Stage 67                                                                        | ABC Stage 67                                                                        |
| CBS   | Toamna    | Jericho                                 | Jericho                                 | My Three Sons (29/20.2) (Împărțit cu I Spy, The CBS Thursday Night Movie and The F.B.I.) | CBS Thursday Night Movie (29/20.2) (Împărțit cu I Spy, My Three Sons și The F.B.I.) | CBS Thursday Night Movie (29/20.2) (Împărțit cu I Spy, My Three Sons și The F.B.I.) | CBS Thursday Night Movie (29/20.2) (Împărțit cu I Spy, My Three Sons și The F.B.I.) | CBS Thursday Night Movie (29/20.2) (Împărțit cu I Spy, My Three Sons și The F.B.I.) |
| CBS   | Iarna     | Coliseum                                | Coliseum                                | My Three Sons (29/20.2) (Împărțit cu I Spy, The CBS Thursday Night Movie and The F.B.I.) | CBS Thursday Night Movie (29/20.2) (Împărțit cu I Spy, My Three Sons și The F.B.I.) | CBS Thursday Night Movie (29/20.2) (Împărțit cu I Spy, My Three Sons și The F.B.I.) | CBS Thursday Night Movie (29/20.2) (Împărțit cu I Spy, My Three Sons și The F.B.I.) | CBS Thursday Night Movie (29/20.2) (Împărțit cu I Spy, My Three Sons și The F.B.I.) |
| CBS   | Vara      | The Lucy-Desi Comedy Hour repeats (B/W) | The Lucy-Desi Comedy Hour repeats (B/W) | My Three Sons (29/20.2) (Împărțit cu I Spy, The CBS Thursday Night Movie and The F.B.I.) | CBS Thursday Night Movie (29/20.2) (Împărțit cu I Spy, My Three Sons și The F.B.I.) | CBS Thursday Night Movie (29/20.2) (Împărțit cu I Spy, My Three Sons și The F.B.I.) | CBS Thursday Night Movie (29/20.2) (Împărțit cu I Spy, My Three Sons și The F.B.I.) | CBS Thursday Night Movie (29/20.2) (Împărțit cu I Spy, My Three Sons și The F.B.I.) |
| NBC   | Toamna    | Daniel Boone (25/20.8)                  | Daniel Boone (25/20.8)                  | Star Trek                                                                                | Star Trek                                                                           | The Hero                                                                            | The Dean Martin Show (14/22.6) (Împărțit cu Family Affair)                          | The Dean Martin Show (14/22.6) (Împărțit cu Family Affair)                          |
| NBC   | Iarna     | Daniel Boone (25/20.8)                  | Daniel Boone (25/20.8)                  | Star Trek                                                                                | Star Trek                                                                           | Dragnet 1967 (21/21.2)                                                              | The Dean Martin Show (14/22.6) (Împărțit cu Family Affair)                          | The Dean Martin Show (14/22.6) (Împărțit cu Family Affair)                          |
| NBC   | Vara      | Daniel Boone (25/20.8)                  | Daniel Boone (25/20.8)                  | Star Trek                                                                                | Star Trek                                                                           | Dragnet 1967 (21/21.2)                                                              | The Dean Martin Summer Show Starring Your Host Vic Damone                           | The Dean Martin Summer Show Starring Your Host Vic Damone                           |

Notă: The Tammy Grimes Show a durat doar patru săptămâni și a fost înlocuit de The Dating Game la 6 octombrie.

### Vineri
| Rețea | Rețea  | 7:30 PM            | 8:00 PM            | 8:30 PM                                                           | 9:00 PM                                                         | 9:30 PM                                                         | 10:00 PM                                                        | 10:30 PM                                                        |
| ----- | ------ | ------------------ | ------------------ | ----------------------------------------------------------------- | --------------------------------------------------------------- | --------------------------------------------------------------- | --------------------------------------------------------------- | --------------------------------------------------------------- |
| ABC   | Toamna | The Green Hornet   | The Time Tunnel    | The Time Tunnel                                                   | The Milton Berle Show                                           | The Milton Berle Show                                           | 12 O'Clock High                                                 | 12 O'Clock High                                                 |
| ABC   | Iarna  | The Green Hornet   | The Time Tunnel    | The Time Tunnel                                                   | Rango                                                           | The Phyllis Diller Show *                                       | The Avengers                                                    | The Avengers                                                    |
| CBS   | CBS    | The Wild Wild West | The Wild Wild West | Hogan's Heroes (17/21.8) (Împărțit cu The CBS Friday Night Movie) | The CBS Friday Night Movie (17/21.8) (Tied with Hogan's Heroes) | The CBS Friday Night Movie (17/21.8) (Tied with Hogan's Heroes) | The CBS Friday Night Movie (17/21.8) (Tied with Hogan's Heroes) | The CBS Friday Night Movie (17/21.8) (Tied with Hogan's Heroes) |
| NBC   | NBC    | Tarzan (27/20.5)   | Tarzan (27/20.5)   | The Man from U.N.C.L.E.                                           | The Man from U.N.C.L.E.                                         | T.H.E. Cat                                                      | Laredo                                                          | Laredo                                                          |

(*) Cunoscut anterior ca The Pruitts of Southampton 

### Sâmbătă
| Rețea | Rețea    | 7:30 PM                          | 8:00 PM                          | 8:30 PM | 9:00 PM | 9:30 PM                                    | 10:00 PM                                   | 10:30 PM                                   |
| ----- | -------- | -------------------------------- | -------------------------------- | --- | --- | ------------------------------------------ | ------------------------------------------ | ------------------------------------------ |
| ABC   | Toamna   | Shane                            | Shane                            | The Lawrence Welk Show (10/22.8) (Împărțit cu Gomer Pyle, U.S.M.C., The Virginian și The Ed Sullivan Show) | The Lawrence Welk Show (10/22.8) (Împărțit cu Gomer Pyle, U.S.M.C., The Virginian și The Ed Sullivan Show) | The Hollywood Palace                       | The Hollywood Palace                       | ABC Scope                                  |
| ABC   | Ianuarie | The Dating Game                  | The Newlywed Game                | The Lawrence Welk Show (10/22.8) (Împărțit cu Gomer Pyle, U.S.M.C., The Virginian și The Ed Sullivan Show) | The Lawrence Welk Show (10/22.8) (Împărțit cu Gomer Pyle, U.S.M.C., The Virginian și The Ed Sullivan Show) | The Hollywood Palace                       | The Hollywood Palace                       | ABC Scope                                  |
| ABC   | Mai      | The Dating Game                  | The Newlywed Game                | The Lawrence Welk Show (10/22.8) (Împărțit cu Gomer Pyle, U.S.M.C., The Virginian și The Ed Sullivan Show) | The Lawrence Welk Show (10/22.8) (Împărțit cu Gomer Pyle, U.S.M.C., The Virginian și The Ed Sullivan Show) | The Piccadilly Palace                      | The Piccadilly Palace                      | ABC Scope                                  |
| CBS   | Toamna   | The Jackie Gleason Show (5/25.3) | The Jackie Gleason Show (5/25.3) | Pistols 'n' Petticoats                                                                                     | Mission: Impossible                                                                                        | Mission: Impossible                        | Gunsmoke                                   | Gunsmoke                                   |
| CBS   | Iarna    | The Jackie Gleason Show (5/25.3) | The Jackie Gleason Show (5/25.3) | Mission: Impossible                                                                                        | Mission: Impossible                                                                                        | Pistols 'n' Petticoats                     | Gunsmoke                                   | Gunsmoke                                   |
| CBS   | Vara     | Away We Go                       | Away We Go                       | Mission: Impossible                                                                                        | Mission: Impossible                                                                                        | Pistols 'n' Petticoats                     | Gunsmoke                                   | Gunsmoke                                   |
| NBC   | NBC      | Flipper                          | Please Don't Eat the Daisies     | Get Smart (22/21.0)                                                                                        | NBC Saturday Night at the Movies (20/21.4)                                                                 | NBC Saturday Night at the Movies (20/21.4) | NBC Saturday Night at the Movies (20/21.4) | NBC Saturday Night at the Movies (20/21.4) |

## După rețea

### ABC
| Seriale care revin - 12 O'Clock High - ABC Scope - The ABC Sunday Night Movie - The Avengers - Batman - Bewitched - The Big Valley - Combat! - Dark Shadows - The Dating Game - F Troop - The F.B.I. - The Fugitive - The Hollywood Palace - The King Family Show - The Lawrence Welk Show - Peyton Place - Saga of Western Man - Texaco Star Theatre (mutat de pe NBC) - Voyage to the Bottom of the Sea | Seriale noi - ABC Stage 67 - The ABC Wednesday Night Movie - Felony Squad - The Green Hornet - Hawk - The Invaders * - Iron Horse - Love on a Rooftop - Malibu U * - The Man Who Never Was - The Monroes - The Newlywed Game - The Picadilly Palace * - The Pruitts of Southampton - Rango * - The Rat Patrol - The Rounders - Shane - The Tammy Grimes Show - That Girl - The Time Tunnel | Seriale care nu au revenit din 1965–1966: - The Addams Family - The Adventures of Ozzie and Harriet - Amos Burke — Secret Agent - The Baron - Ben Casey - Blue Light - Court Martial - The Donna Reed Show - The Double Life of Henry Phyfe - The Farmer's Daughter - The Flintstones - Gidget - Honey West - The Jimmy Dean Show - The Legend of Jesse James - The Long Hot Summer - A Man Called Shenandoah - McHale's Navy - O.K. Crackerby! - The Patty Duke Show - Shindig! - Tammy |

### CBS
| Seriale care revin - The 21st Century - The Andy Griffith Show - The Beverly Hillbillies - CBS News Hour - CBS Reports - CBS Thursday Night Movie - Daktari - The Danny Kaye Show - The Ed Sullivan Show - The Garry Moore Show - Gilligan's Island - Gomer Pyle, U.S.M.C. - Green Acres - Gunsmoke - Hogan's Heroes - I've Got a Secret - The Jackie Gleason Show - Lassie - Lost in Space - The Lucy Show - My Three Sons - Petticoat Junction - The Red Skelton Hour - To Tell the Truth - Vacation Playhouse - The Wild Wild West - What's My Line? | Seriale noi - Away We Go * - The CBS Friday Night Movie - CBS Playhouse * - Coliseum * - Coronet Blue * - Family Affair - It's About Time - The Jean Arthur Show - Jericho - Mission: Impossible - Mr. Terrific * - Our Place * - Pistols 'n' Petticoats - Run, Buddy, Run * - The Smothers Brothers Comedy Hour * - The Steve Allen Comedy Hour * | Seriale care nu au revenit din 1965–1966: - Art Linkletter's Hollywood Talent Scouts - Candid Camera - Continental Showcase - The Dick Van Dyke Show - Dr. Kildare - The Face Is Familiar - Hazel - The Hippodrome - The John Gary Show - The Loner - The Munsters - My Favorite Martian - Perry Mason - Rawhide - Secret Agent - Slattery's People - The Smothers Brothers Show - The Smothers Brothers Summer Show - The Steve Lawrence Show - The Trials of O'Brien - Wayne & Shuster Take An Affectionate Look At... |

### NBC
| Seriale care revin - Actuality Specials - The Andy Williams Show - Animal Secrets - The Bell Telephone Hour - Bob Hope Presents the Chrysler Theatre - Bonanza - Daniel Boone - The Dean Martin Show - Flipper - Get Smart - I Dream of Jeannie - I Spy - Kraft Music Hall - Laredo - Let's Make a Deal - The Man from U.N.C.L.E. - NBC Tuesday Night at the Movies - NBC Saturday Night at the Movies - Please Don't Eat the Daisies - Run for Your Life - The Virginian - Walt Disney's Wonderful World of Color | Seriale noi - Captain Nice * - Dean Martin Summer Show Starring Your Host Vic Damone * - Dragnet 1967 * - The Girl from U.N.C.L.E. - The Hero - Hey, Landlord - The Monkees - Occasional Wife - The Road West * - The Roger Miller Show - The Saint * - Star Trek - Tarzan - T.H.E. Cat | Seriale care nu au revenit din 1965–1966: - Branded - Camp Runamuck - Chrysler Presents a Bob Hope Special - Convoy - Dr. Kildare - Hank - Hullabaloo - The John Forsythe Show - Mickie Finn's - Mister Roberts - Mona McCluskey - My Mother the Car - The Wackiest Ship in the Army |

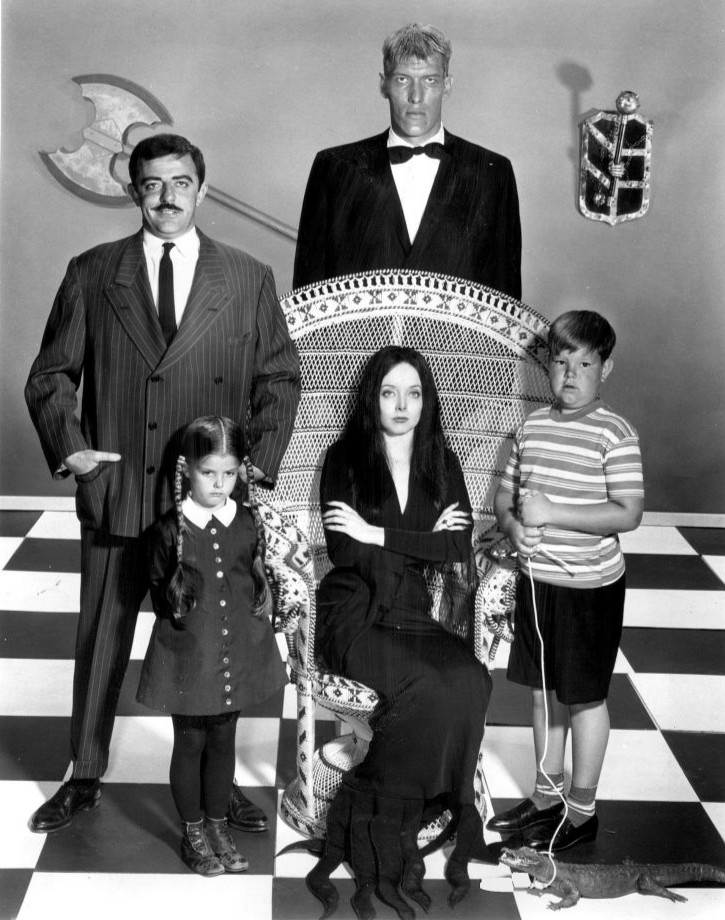
Scenă din Familia Addams

Notă: * indică faptul că programul a fost introdus la mijlocul sezonului.